# Мали Гореш
Мали Гореш (словац. Malý Horeš) — село в окрузі Требішов Кошицького краю Словаччини. Площа села 19,21 км². Станом на 31 грудня 2016 року в селі проживало 1103 жителі.

## Історія
Перші згадки про село датуються 1214 роком.

## Географія
Протікають Північний Святушський канал; Сомоторський канал і Північний радський канал.

## Населення
| Рік:            | 1994. | 2004.   | 2014.   | 2024.   |
| --------------- | ----- | ------- | ------- | ------- |
| Кількість осіб: | 1178  | 1112    | 1113    | 1068    |
| Різниця:        |       | -5,60 % | +0,08 % | -4,04 % |

| Рік:            | 2023. | 2024.   |
| --------------- | ----- | ------- |
| Кількість осіб: | 1073  | 1068    |
| Різниця:        |       | -0,46 % |